# لوئیس جردن
لوئیس جردن (انگلیسی: Louis Jordan؛ ۸ ژوئیهٔ ۱۹۰۸ – ۴ فوریهٔ ۱۹۷۵) موسیقی‌دان اهل ایالات متحده آمریکا بود. او بین سال‌های ۱۹۳۲ تا ۱۹۷۵ میلادی فعالیت می‌کرد.
اهنگ is you is or is you aint my baby این خواننده، در اپیزود Solid Serenade مجموعه تام و جری، توسط تام (گربه) خوانده می‌شود.